# Xã Whitteron, Quận Bottineau, Bắc Dakota
Xã Whitteron (tiếng Anh: Whitteron Township) là một xã thuộc quận Bottineau, tiểu bang Bắc Dakota, Hoa Kỳ. Năm 2010, dân số của xã này là 405 người.